# Яванска белоочка
Яванската белоочка (Zosterops flavus) е вид птица от семейство Белоочкови (Zosteropidae). Видът е почти застрашен от изчезване.

## Разпространение
Видът е разпространен в Индонезия и Малайзия.